# Папуасия
Папуасия — ботанический регион, определённый в Мировой географической схеме для регистрации распределений растений (WGSRPD). 
Регион расположен в юго-западной части Тихого океана, в экорегионе Меланезии, Океании и тропической Азии.

## Описание
В состав региона входят следующие политические субъекты:
- Острова Ару и Западная Новая Гвинея в восточной части Индонезии;
- Папуа — Новая Гвинея;
- Соломоновы Острова (за исключением островов Санта-Крус).

## Галерея

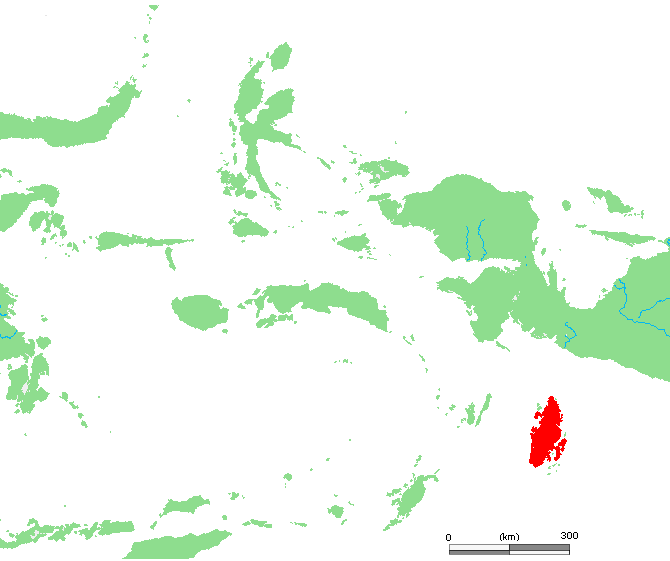
Острова Ару (красный цвет)
Западное Папуа (красный цвет)
Папуа-Новая Гвинея (красный цвет)
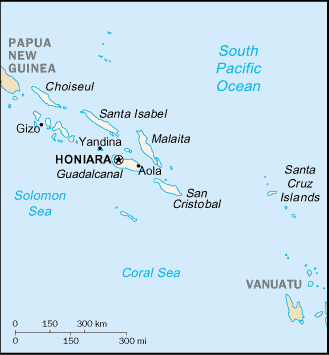
Соломоновы Острова